# ایکونونزو
ایکونونزو (انگلیسی: Icononzo) نام شهری در کشور کلمبیا است.